# Romina Belluscio
Romina Belluscio (San Miguel de Tucumán, 19 de febrero de 1979) es una presentadora y modelo argentina.

## Biografía
Mientras estudiaba Periodismo, participó en un programa local de su ciudad natal llamado La huella. Antaño, en 1999 y con 20 años, ganó el certamen de Miss Belleza Argentina como representante de Tucumán gracias a sus medidas de 90-60-90. Posteriormente participó en Miss Internacional de Japón —no sin antes haberse preparado en idiomas, danza y modelaje— y ganó el premio al mejor pelo. Más tarde participó en Miss Sudamérica de Bolivia, donde encandiló a un miembro del jurado, un diseñador español que fue su pasaporte a las pasarelas internacionales. Ha trabajado como modelo en pasarelas internacionales en Milán, París, Londres, Nueva York y en numerosos anuncios.
Trabajó en el programa El muro infernal (La Sexta) como modelo. Después pasó a Cuatro para trabajar en el programa Tonterías las justas junto a Florentino Fernández, Anna Simon y Dani Martínez. Cuando el formato pasó a la cadena Neox y bajo el nombre de Otra movida, decidió no continuar y fue sustituida por Cristina Pedroche, ex-reportera de Sé lo que hicistéis..., programa de competencia directa con Tonterías las justas.
El día 11 de julio de 2011 se estrenó en el programa Espejo público (Antena 3) como colaboradora del programa con sección propia durante la etapa veraniega junto a Alicia Senovilla (sustituta de Susanna Griso) y Roberto Leal. El 2 de septiembre, tanto ella como Roberto, renovaron sus contratos con este espacio para mantenerse como copresentadores junto a Susanna Griso a partir del lunes 5 de septiembre hasta septiembre de 2012 (fecha en la que finalizó su contrato).
En febrero de 2013, participó como concursante de Splash! Famosos al agua de Antena 3 junto a su pareja, el exfutbolista Guti. Tras ello, en septiembre de 2013 formó parte del jurado de «No seas pesado», la sección del programa Abre los ojos... y mira (para solamente una emisión) de las noches de los sábados en Telecinco.

### Vida personal
Nació en San Miguel de Tucumán. Sus padres son René  Belluscio y Estella Maltez. Estuvo casada, desde 2004, con el modelo y actor español César Pereira. En la actualidad mantiene una relación sentimental con Guti, exjugador del Real Madrid. El 23 de mayo de 2012 la pareja anunció que esperaban a su primer hijo; siendo así el tercer hijo del exmadridista y el primero para la presentadora, y el 11 de enero de 2013 fueron padres de Enzo Gutiérrez Belluscio. En agosto de 2020 anunciaron que estaban esperando su segundo hijo en común y el 10 de enero nació Romeo Gutiérrez. El 14 de julio de 2016 se casaron.